# Queer as Folk (ścieżki dźwiękowe)
W artykule znajdują się ścieżki dźwiękowe do amerykańskiej wersji serialu Queer as Folk. Każda płyta odnosi się do osobnej serii serialu. Zostały na nich zawarte bardziej znane remix'y z serialu, które były grane w różnych klubach. Na soundtracku do pierwszego sezonu dodatkowo została zawarta muzyka, która była wykorzystywana w czołówce serialu (seria 1-3) oraz na soundtracku do czwartej serii muzyka wykorzystywana w czołówce w serii 4-5.

## Ścieżki dźwiękowe
| Pierwsza seria | Pierwsza seria              | Pierwsza seria   | Pierwsza seria |
| Nr             | Tytuł utworu                | Wykonawca        | Długość        |
| -------------- | --------------------------- | ---------------- | -------------- |
| 1.             | „Spunk (Synth-Version)”     | Greek Buck       | 0:29           |
| 2.             | „Dive in the Pool”          | Barry Harris     | 3:55           |
| 3.             | „You Think You're a Man”    | Full Frontal     | 4:00           |
| 4.             | „Proud”                     | Heather Small    | 4:27           |
| 5.             | „Lovin' You”                | Kristine W       | 3:30           |
| 6.             | „Crying at the Discoteque”  | Alcazar          | 3:50           |
| 7.             | „Suffering”                 | Jay-Jay Johanson | 4:46           |
| 8.             | „Shake Me”                  | Mint Royale      | 4:05           |
| 9.             | „Summerfire”                | B-U              | 3:25           |
| 10.            | „Start Rockin”              | Antiloop         | 3:26           |
| 11.            | „Do Ya (Feel the Love)”     | Love Inc.        | 3:49           |
| 12.            | „Let's Hear It for the Boy” | Katy B           | 5:31           |
| 13.            | „High School Confidential”  | Carole Pope      | 3:14           |
| 14.            | „Straight To...Number One”  | Touch and Go     | 3:37           |
| 15.            | „Spunk (Thank You Version)” | Greek Buck       | 0:29           |
|                |                             |                  | 52:33          |

| Druga seria | Druga seria                                                      | Druga seria                 | Druga seria |
| Nr          | Tytuł utworu                                                     | Wykonawca                   | Długość     |
| ----------- | ---------------------------------------------------------------- | --------------------------- | ----------- |
| 1.          | „Hide U (John Creamer & Stephane K Remix)”                       | Kosheen                     | 5:07        |
| 2.          | „Absolutely Not (Chanel Club Mix)”                               | Deborah Cox                 | 4:46        |
| 3.          | „Everyday (Hex Hector & Mac Quayle Club Mix)”                    | Kim English                 | 4:38        |
| 4.          | „Caught Up (Guido Osario Vocal Mix)”                             | DJ Disciple feat. Mia Cox   | 4:24        |
| 5.          | „Rising”                                                         | Elle Patrice                | 4:23        |
| 6.          | „Sneaky One”                                                     | Satoshi Tomiie feat. Deanna | 4:14        |
| 7.          | „Harder, Better, Faster, Stronger (Peter Heller's Stylus Remix)” | Daft Punk                   | 4:59        |
| 8.          | „Star Guitar (Peter Heller's Expanded Mix)”                      | The Chemical Brothers       | 5:00        |
| 9.          | „Miss You”                                                       | Etta James                  | 5:02        |
| 10.         | „Plenty (Fade Mix)”                                              | Sarah McLachlan             | 5:04        |
| 11.         | „Underwater (Mauve's Dark Vocal Mix)”                            | Delerium feat. Rani         | 4:59        |
| 12.         | „Beautiful (Calderone After Hour Mix)”                           | Mandalay                    | 5:07        |
|             |                                                                  |                             | 57:43       |

| Trzecia seria - pierwsza płyta | Trzecia seria - pierwsza płyta                  | Trzecia seria - pierwsza płyta   | Trzecia seria - pierwsza płyta |
| Nr                             | Tytuł utworu                                    | Wykonawca                        | Długość                        |
| ------------------------------ | ----------------------------------------------- | -------------------------------- | ------------------------------ |
| 1.                             | „Some Lovin' (Peter Rauhofer Mix)”              | Murk vs. Kristine W              | 10:41                          |
| 2.                             | „At the End (The Scumfrog Remix)”               | iiO                              | 4:47                           |
| 3.                             | „Never (Past Tense) (Tiësto Mix)”               | The Roc Project feat. Tina Arena | 6:36                           |
| 4.                             | „From the Inside (Junior Vasquez Mix)”          | Gioia                            | 8:15                           |
| 5.                             | „Walking on Thin Ice (Danny Tenaglia Club Mix)” | Yoko Ono                         | 4:58                           |
| 6.                             | „Native Love (Step by Step)”                    | Divine                           | 4:23                           |
| 7.                             | „Viva Colombia (Cha Cha) (NamZip Club Mix)”     | Namtrak vs. Chris Zippel         | 4:21                           |
| 8.                             | „The Sound of Violence (Dancefloor Killa Mix)”  | Cassius feat. Steve Edwards      | 5:00                           |
|                                |                                                 |                                  | 49:01                          |

| Trzecia seria - druga płyta | Trzecia seria - druga płyta | Trzecia seria - druga płyta | Trzecia seria - druga płyta |
| Nr                          | Tytuł utworu                | Wykonawca                   | Długość                     |
| --------------------------- | --------------------------- | --------------------------- | --------------------------- |
| 1.                          | „Loretta Young Silks”       | Sneaker Pimps               | 6:00                        |
| 2.                          | „Weapon”                    | Matthew Good                | 4:56                        |
| 3.                          | „Infra Riot”                | The Soundtrack of Our Lives | 4:47                        |
| 4.                          | „Rough Boys”                | Pete Townshend              | 4:02                        |
| 5.                          | „Sola Sistim”               | Underworld                  | 6:28                        |
| 6.                          | „Lover's Spit”              | Broken Social Scene         | 6:07                        |
|                             |                             |                             | 32:20                       |

| Czwarta seria | Czwarta seria                    | Czwarta seria        | Czwarta seria |
| Nr            | Tytuł utworu                     | Wykonawca            | Długość       |
| ------------- | -------------------------------- | -------------------- | ------------- |
| 1.            | „Cue the Pulse to Begin”         | Burnside Project     | 4:02          |
| 2.            | „Attitude”                       | Suede                | 3:05          |
| 3.            | „I'm the Main Man”               | Jason Nevins         | 2:58          |
| 4.            | „Train”                          | Goldfrapp            | 4:05          |
| 5.            | „Love of the Loveless”           | Eels                 | 3:31          |
| 6.            | „Scream”                         | Ima Robot            | 3:51          |
| 7.            | „You Are My Joy”                 | The Reindeer Section | 3:44          |
| 8.            | „Understanding the New Violence” | The Uncut            | 4:05          |
| 9.            | „Satellite”                      | TV on the Radio      | 4:31          |
| 10.           | „If I Were a Man”                | Andrea Menard        | 3:22          |
| 11.           | „7 Minutes”                      | Circlesquare         | 4:21          |
| 12.           | „Sanctuary”                      | Origene              | 3:25          |
| 13.           | „Strobe's Nanafushi(Satori Mix)” | Kodo                 | 4:59          |
| 14.           | „Wonderful Life”                 | Black                | 4:45          |
|               |                                  |                      | 54:44         |

| Piąta seria | Piąta seria                          | Piąta seria          | Piąta seria |
| Nr          | Tytuł utworu                         | Wykonawca            | Długość     |
| ----------- | ------------------------------------ | -------------------- | ----------- |
| 1.          | „The Skins”                          | Scissor Sisters      | 2:52        |
| 2.          | „Ride It (Hex Hector 12" Mix)”       | Geri Halliwell       | 5:07        |
| 3.          | „Hardcore Mutha Fucka”               | DV Roxx              | 4:57        |
| 4.          | „Jin Go Lo Ba”                       | Fatboy Slim          | 4:42        |
| 5.          | „Free (Jason Nevins Mix)”            | Ultra Naté           | 4:39        |
| 6.          | „Dance Me to the End of Love”        | Madeleine Peyroux    | 3:57        |
| 7.          | „My Beautiful Friend (Lionrock Mix)” | The Charlatans       | 5:03        |
| 8.          | „Fever”                              | Superpitcher         | 4:59        |
| 9.          | „This Mess We're In”                 | PJ Harvey            | 3:55        |
| 10.         | „Personal Jesus”                     | Marilyn Manson       | 4:08        |
| 11.         | „Drama (Warren Clark Club Mix)”      | DJ Rhythm            | 5:37        |
| 12.         | „Summer Moon”                        | Africanism All Stars | 4:51        |
| 13.         | „Shine (Babylon Mix)”                | Cyndi Lauper         | 4:24        |
| 14.         | „Proud (Peter Presta QAF V Mix)”     | Heather Small        | 5:01        |
|             |                                      |                      | 1:04:12     |

Pomimo tego, iż w pierwszym odcinku 5 sezonu można usłyszeć piosenkę Hikaru Utada - Devil Inside to jednak nie została zawarta na ścieżce dźwiękowej do piątej serii serialu.